# رادو ژوده
رادو ژوده (رومانیایی: Radu Jude؛ ‏ رومانیایی: [ˈradu ˈʒude]؛ زادهٔ ۲۸ مارس ۱۹۷۷) کارگردان و فیلم‌نامه‌نویس اهل رومانی است. وی از سال ۲۰۰۲ میلادی تاکنون مشغول فعالیت بوده‌است. 

## گزیده فیلم‌شناسی
از مهمترین فیلم‌هایی که وی کارگردانی کرده، می‌توان به آفریم! (۲۰۱۵)، قلب‌های زخمی (۲۰۱۶)، اهمیتی نمی‌دهم که در تاریخ مانند بربرها ثبت شویم (۲۰۱۸) و سکس بدفرجام یا پورن جنون‌آمیز (۲۰۲۱) اشاره نمود.

## جوایز
وی در سال ۲۰۱۵ برنده خرس نقره‌ای برای بهترین کارگردان جشنواره فیلم برلین برای کارگردانی فیلم آفریم! شد. همچنین او در هفتاد و یکمین دوره جشنواره فیلم برلین (۲۰۲۱) برنده خرس طلایی، برای فیلم سکس بدفرجام یا پورن جنون‌آمیز شد.